# 松坡區
松坡區（：／ Songpa gu */?）是韓國首都首爾的一個區，位於漢江南岸。松坡區是朝鮮半島古國百濟的首都慰禮城的所在地，區內有不少百濟時期遺留下來的歷史文物。另一方面，由於1988年夏季奥林匹克运动会的選手邨（已改成“奧林匹克公寓”發售）及不少比賽場館與練習場館都建於本區的蠶室洞，以及鄰近江南商業區及江北的購物區。
位於松坡區東南的可樂市場及文井洞商街，都是遊人必去的地點。

## 行政區劃

行政區劃圖

- 風納1洞（풍납1동）
- 風納2洞（풍납2동）
- 巨餘1洞（거여1동）
- 巨餘2洞（거여2동）
- 馬川1洞（마천1동）
- 馬川2洞（마천2동）
- 芳荑1洞（방이1동）
- 芳荑2洞（방이2동）
- 五輪洞（오륜동）
- 梧琴洞（오금동）
- 松坡1洞（송파1동）
- 松坡2洞（송파2동）
- 石村洞（석촌동）
- 三田洞（삼전동）
- 可樂本洞（가락본동）
- 可樂1洞（가락1동）
- 可樂2洞（가락2동）
- 文井1洞（문정1동）
- 文井2洞（문정2동）
- 長旨洞（장지동）
- 蠶室本洞（잠실본동）
- 蠶室1洞（잠실1동）
- 蠶室2洞（잠실2동）
- 蠶室3洞（잠실3동）
- 蠶室4洞（잠실4동）
- 蠶室5洞（잠실5동）
- 蠶室6洞（잠실6동）
- 蠶室7洞（잠실7동）

## 友好城市
- 巴拉圭 亚松森市
- 卡拉干达市
- 新西兰 克赖斯特彻奇市
- 中国 吉林省 通化市
- 蒙古国 乌兰巴托市 清格台区

## 旅遊
1988年夏季奧運會的柔道比賽場地蠶室體育館就位於本區。此外，區內亦有奧運公園、可樂洞魚市場、文井洞商街等旅遊熱點。
- 奧林匹克公園（오림피크공원）- 夢村土城（몽촌토성）、和平公園
- 蠶室體育館（잠실체육관）
- 樂天世界（롯대월드）- 樂天免稅店、樂天世界購物中心、樂天世界室內溜冰場、樂天世界民俗博物館
- 文井洞商街（문정동상가）
- 可樂市場（가락동시장）

## 文化
- 漢城百濟文化節

## 交通

### 鐵路
松坡區沒有一般列車停靠的鐵路車站。KTX、新村號、無窮花號等一般列車需前往首爾站、龍山站或清涼里站乘搭，乘搭SRT則要前往水西站。
韓國鐵道公社
- 盆唐線（●首都圈電鐵水仁·盆唐線）：福井站

首爾交通公社
- ●首爾地鐵2號線：蠶室渡口站 - 蠶室站 - 蠶室新川站 - 綜合運動場站
- ●首都圈電鐵3號線：可樂市場站 - 警察醫院站 - 梧琴站
- ●首都圈電鐵5號線馬川支線：奧林匹克公園站 - 芳荑站 - 梧琴站 - 開籠站 - 巨餘站 - 馬川站
- ●首爾地鐵8號線：夢村土城站 - 蠶室站 - 石村站 - 松坡站 - 可樂市場站 - 文井站 - 長旨站 - 福井站

首尔市地铁9号线
- ●首爾地鐵9號線：綜合運動場站

## 外部連結
- 松坡區區廳網頁 （页面存档备份，存于）